# Boswil
Boswil es una comuna suiza del cantón de Argovia, ubicada en el distrito de Muri. Limita al norte con las comunas de Waltenschwil y Bünzen, al noreste con Besenbüren, al este con Aristau, al sureste con Muri, al sur con Buttwil, al suroeste con Bettwil, y al oeste con Kallern.

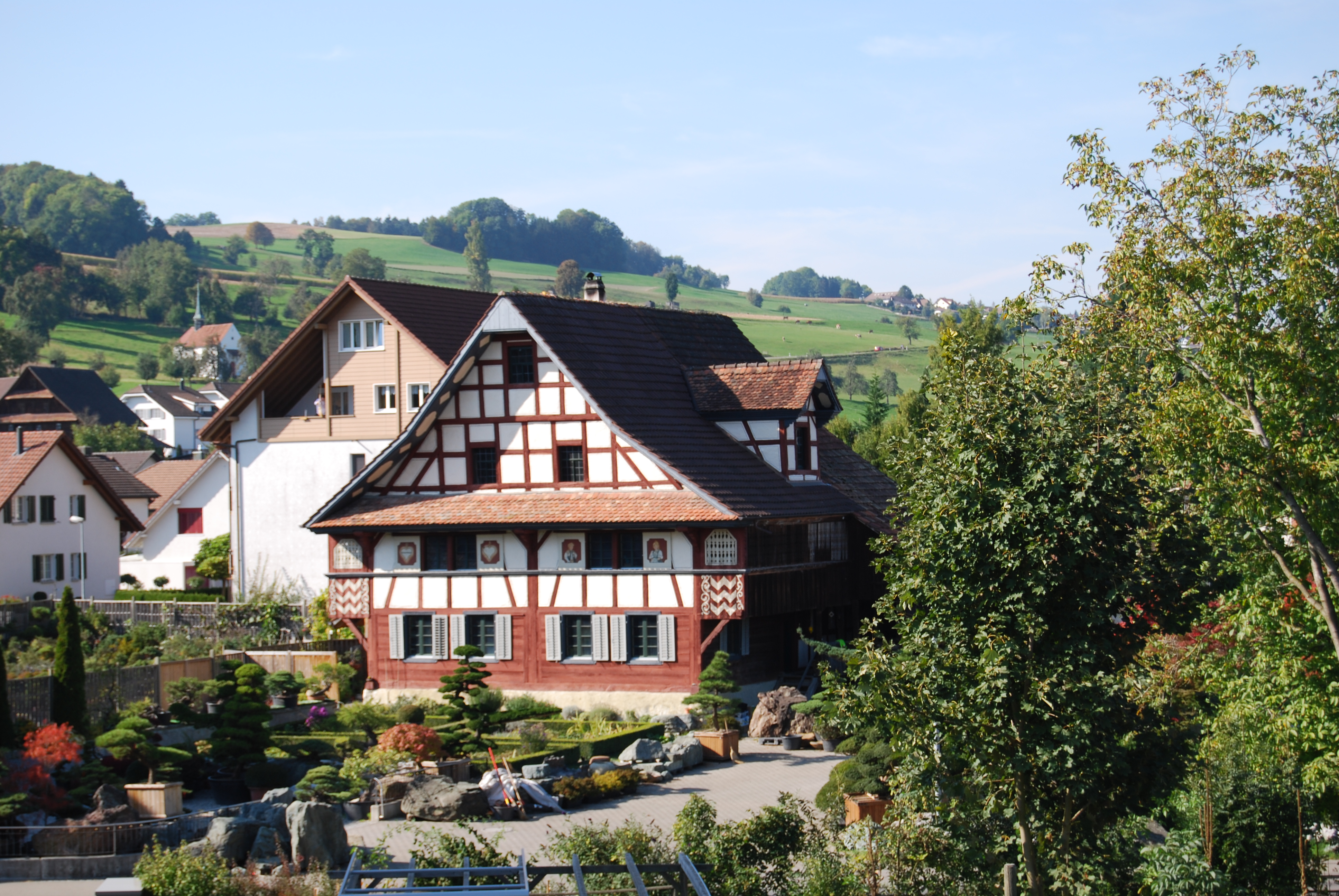
Arquitectura típica del Freiamt en Boswil.

## Transporte
Ferrocarril
Cuenta con una estación ferroviaria en la que efectúan parada trenes de cercanías pertenecientes a la red S-Bahn Argovia.